# Шабунина, Иветта Михайловна
Иветта Михайловна Шабунина (20 марта 1936, Новочеркасск, Северо-Кавказский край — 1 июня 2013, Москва) ― советский российский экономист, доктор экономических наук, профессор, Заслуженный деятель науки Российской Федерации, действительный член Российской экологической академии. Известна своими исследованиями в области региональной экономики и эффективности агропромышленного производства. 

## Биография
Иветта Михайловна Шабунина родилась 20 марта 1936 года в городе Новочеркасске Ростовской области. Её отец Михаил Константинович Гамазов имел грузинские и армянские корни, родители матери Антонины Терентьевны были из казачьего сословия.
В 1960 году окончила Волгоградский государственный сельскохозяйственный институт по специальности «экономист». После этого работала зоотехником, управляющим отделением учхоза «Горная поляна» при Волгоградском сельхозинституте.
В 1966 году начала работать в родном институте, где преподавала ассистентом, доцентом, профессором кафедры экономики сельхозинститута, затем была назначена заведующей кафедрой экономики сельского хозяйства Волгоградского сельхозинститута.
В 1972 году защитила кандидатскую диссертацию по теме «Пути повышения экономической эффективности свиноводства в совхозах Волгоградской области», а в 1987 году ― докторскую по теме «Отношения социалистического природопользования и пути их совершенствования в аграрной сфере АПК»
В 1989 году стала заведующей кафедрой экономики и менеджмента Волгоградского государственного университета, руководителем волгоградского отделения Российской экологической академии. Здесь в университете она ею создана авторитетная научная школа, занимающаяся разработкой проблем экологизации экономики, формированию механизмов управления экологической безопасностью на юге России.
С 1992 года действительным член Российской экологической академии, с 1995 года – вице-президент, с 1993 по 1996 год ― президент Волгоградского отделения РЭА.
Руководила изданием «Поволжский экологический вестник».
Под руководством Шабуниной осуществлялись научные исследования в рамках областных, всероссийских и международных экономических программ, среди которых были такие программы, как «Социальная экология», «Охрана больших и малых рек Европы», «Рационализация природопользования» и другие. Шабунина написала более 160 научных работ, в том числе 10 монографий и учебников.
Умерла 1 июня 2013 года в Москве.

## Семья
- Муж ― Шабунин, Иван Петрович, первый глава администрации Волгоградской области (1991—1997)
- Дочь — Шабунина Наталья Ивановна
- Внук — Мачавариани Зураб Николаевич

## Награды и звания
- Заслуженный деятель науки Российской Федерации
- Профессор
- Доктор экономических наук
- Почётный знак города-героя Волгограда «За верность Отечеству»
- Медаль Волгоградского университета «За заслуги»
- Серебряный знак «25 лет ВолГУ»